# 고제 (맥주)

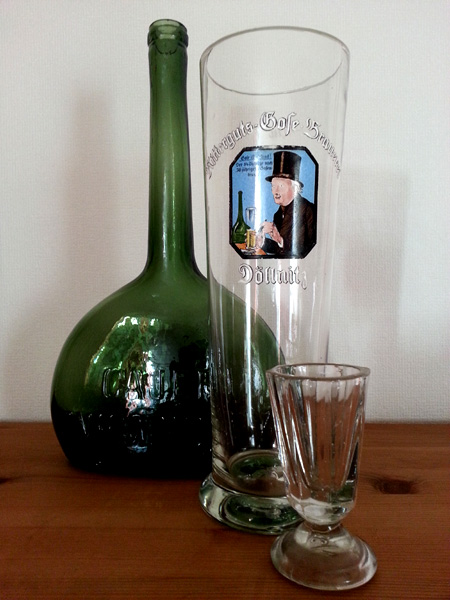
라이프치히 고제

고제(독일어: Gose)는 독일 고슬라어 지방의 전통 맥주다. 밀맥아 빻은 것과 보리맥아를 반반 섞어 양조한다. 레몬과 같은 산미가 있으며, 현지 수원의 특징 때문에 짜다. 달리 소금을 일부러 추가해 짠맛을 내기도 한다. 알코올 도수는 4~5%로 낮은 편이다.